# Melanagromyza quadrisetosa
Melanagromyza quadrisetosa este o specie de muște din genul Melanagromyza, familia Agromyzidae, descrisă de Spencer în anul 1981.
Este endemică în California. Conform Catalogue of Life specia Melanagromyza quadrisetosa nu are subspecii cunoscute.